# 宍仓邦枝
宍仓邦枝（日语：／ Shishikura Kunie，1946年7月13日—），千葉縣習志野市出身，是一名日本前排球运动员，曾是日立武藏排球队成员。她在1968年夏季奥林匹克运动会中，参加了女子排球比赛并获得银牌。